# Athoszi Szent Atanáz
Athoszi Szent Atanáz vagy Athanasziosz (ógörögül: Αθανάσιος ο Αθωνίτης), (kb. 925 – 1002/1003. július 5.) görög szerzetes.
Keresztnevén Ábrahám, 920-30 között született a Fekete-tenger déli partján lévő Trapezunt városban, előkelő, gazdag családból. Konstantinápolyban tanult, ahol jó barátságba került Maleinosz igumennel (elöljáró), a kisázsiai Kyminas monostor elöljárójával, és annak unokaöccsével, Niképhorosz Phokasszal, a későbbi császárral. Felhagyva addigi elképzeléseivel – tanító szeretett volna lenni – belépett a kyminasi monostorba. Négy év elteltével hészükhiszta lett. Amikor Maleinosz meg akarta tenni utódjának, Atanáz Athoszra szökött. Igyekezett itt ismeretlen maradni, Niképhorosz azonban felkutatta, és 950 körül külön cellát építtetett számára, azzal a kéréssel, hogy építsen egy monostort, s abba majd ő is be fog lépni.
El is indult az építkezés 962-ben. Niképhorosz a következő évben a Bizánci Birodalom császára lett. Atanáz keserűen a szemére vetette, hogy nem tartotta meg ígéretét. Niképhorosz azzal mentegetőzött, hogy a trónon él szerzetesként, s mihelyt lehet, beváltja ígéretét. Erre azonban hirtelen és erőszakos halála miatt (969) nem került sor. A császár halála elszabadította az Atanázzal szemben érzett indulatokat, bevádolták az új császárnál, hogy meg akarja változtatni Athosz szokásait. I. Jóannész azonban jóváhagyta Atanáz reformjait, s megadta az athoszi szerzetesközösség első adománylevelét. A majd tíz évig tartó vádaskodás ezzel ért véget.
Atanáz 1003 körül halt meg, templomépítés közben baleset érte.
Atanáz két írást szerkesztett laurája számára: a Typikon vagy Kanonikon, ill. a Diatyposis a monasztikus élet törvényeit foglalja magában. Gondolataiban felismerhető Sztudita Szent Theodórosz hatása. Minden egy laura független (autodespotos) az egyházi és a világi hatóságoktól. A monachusok száma 80, ami később 120-ra emelkedett. Az újoncidő 1-3 év, a szerzetesi tonzúrával vagy fogadalommal fejeződik be. A lavrában élhet 5 cellalakó (remete) 5 hészükhaszta. A beteg vagy kimerült monachusok számára tengerparton épült Mylopotamos monostor szolgált pihenőhelyül.